# Lot 20 (Île-du-Prince-Édouard)
Lot 20 est un canton dans le comté de Queens, Île-du-Prince-Édouard, Canada. Il fait partie de la Paroisse Grenville.

## Population
- 806 (recensement de 2001)[1]
- 798 (recensement de 2006)[1]
- 847 (recensement de 2011)[2]

## Communautés
Non-incorporé :
- Grahams Road
- New London